# 黑喉响蜜鴷
黑喉响蜜鴷（拉丁学名：Indicator indicator），别名大响蜜鴷，是一種鸟纲，鴷形目的鳥。因为當这种鸟类發現蜂巢的位置時，會立刻發出叫聲，将喜爱吃蜂蜜的蜜獾吸引過來破壞蜂窩，當獾在吸花蜜的時候，牠們就靜靜等待。等蜜獾離開以後，牠們才吃獾弄壞的蜂巢裏剩下的蜂蜜、蜂蠟、蜜蜂的幼蟲和蛹。因为黑喉响蜜鴷的消化系統中有特殊的微生物，它可以将其他动物无法消化的蜂蠟消化掉。除了擁有這項本領以外，牠們還把蛋生在五色鳥的鳥巢裏，孵化的小黑喉响蜜鴷就殘害五色鳥的雛鳥。

## 描述
黑喉响蜜鴷分布在撒哈拉沙漠以南非洲。在各种有树木，特别是干疏林栖息地的地方都能发现这种鸟，但是西非丛林中没有。黑喉响蜜鴷约20厘米长，重约50g。像所有的非洲响蜜鴷一样，它的尾部长有两个大的白色斑块。在喉部有一块黑色斑块。翅膀长有白、黄色的条纹。

## 食性
黑喉响蜜鴷除了以蜂巢的蜂蜜为食以外，它也会吃一些昆虫，比如白蚁。有时黑喉响蜜鴷还会跟随一些哺乳动物和鸟类一同捕捉昆虫。人们一直认为黑喉响蜜鴷会吃别的鸟类的蛋。